# سكوت إي. بيج
سكوت إي. بيج (بالإنجليزية: Scott E. Page)‏ هو عالم اجتماعي أمريكي، ولد في 21 مارس 1963.